# Вильска, Тапио
Тапио «Тонквемада» Вильска (фин. Tapio Wilska род. 19 сентября 1969, Савонлинна, Финляндия) — вокалист хэви-метал группы Sethian. Также является бывшим вокалистом группы Finntroll. Он получает вдохновение от таких групп как Black Sabbath, Motörhead, Dead Kennedys, Venom, Thin Lizzy and The Pixies.

## Биография
Его музыкальная карьера началась когда он принимал участие в таких группах как Lyijykomppania, Stray Toasters и Nattvindens Gråt вместе с Туомасом Холопайненом и Сами Вянскя в середине 90-х годов.
Он принял участие в записи альбома группы Nightwish Oceanborn, вышедшего в 1998 году. Его вокал звучит в композициях «Devil and the Deep Dark Ocean» и «The Pharaoh Sails to Orion». Кроме этого он участвовал в записи композиции «10th Man Down», DVD From Wishes to Eternity и End of Innocence.
В 2003 году Вильска присоединился к фолк-викинг-метал группе Finntroll. В составе группы он записал два альбома: экспериментальный Visor om Slutet и наиболее известный Nattfödd. Тапио также снялся в видеоклипе на песню «Trollhamaren». Однако в 2006 году группа отказалась от услуг Тапио по личным мотивам, которые ни музыканты, ни Вильска не пожелали обнародовать.
Также принял участие в записи ряда альбомов группы Timo Rautiainen & Trio Niskalaukaus.

## Дискография
- Lyijykomppania — Uimakoulu (1993)
- Nattvindens Gråt — A Bard’s Tale (1994)
- Nattvindens Gråt — Chaos Without Theory (1997)
- Wizzard — Devilmusick (1999)
- Wizzard — Songs Of Sin And Damnation (2000)
- Nightwish — Oceanborn (1998)
- Nightwish — Over the Hills and Far Away (2001)
- Sethian — Into The Silence (2003)
- Finntroll — Visor om Slutet (2003)
- Finntroll — Nattfödd (2004)
- Timo Rautiainen & Trio Niskalaukaus — Itku pitkästä ilosta (2000)
- Timo Rautiainen & Trio Niskalaukaus — Rajaportti (2002)
- Timo Rautiainen & Trio Niskalaukaus — Hartes Land (2004)
- Timo Rautiainen & Trio Niskalaukaus — Itku pitkästä ilosta (2000)